# Pulianas
Pulianas é um município da Espanha na província de Granada, comunidade autónoma da Andaluzia, de área 6 km² com população de 4954 habitantes (2007) e densidade populacional de 759,33 hab/km².

## Demografia
| Variação demográfica do município entre 1991 e 2004 | Variação demográfica do município entre 1991 e 2004 | Variação demográfica do município entre 1991 e 2004 | Variação demográfica do município entre 1991 e 2004 |
| --------------------------------------------------- | --------------------------------------------------- | --------------------------------------------------- | --------------------------------------------------- |
| 1991                                                | 1996                                                | 2001                                                | 2004                                                |
| 2549                                                | 3335                                                | 4437                                                | 4761                                                |